# Oliarus medanica
Oliarus medanica är en insektsart som beskrevs av Rauno E. Linnavuori 1973. Oliarus medanica ingår i släktet Oliarus och familjen kilstritar. Inga underarter finns listade i Catalogue of Life.